# زمین‌لرزه ۱۲۷۳ قوچان
زمین‌لرزه قوچان (۱۲۷۳) به بزرگی ۶٫۸ ریشتر در روز پنج‌شنبه ۲۷ دی ماه سال ۱۲۷۳ هجری شمسی ساعت ۱۱:۳۰ اتفاق افتاد.

## خسارات
شهر که سال ۱۲۷۱ تازه بازسازی شده بود در این سال بار دیگر تخریب شد. امام‌زاده سلطان ابراهیم که از زلزلهٔ قبلی با آسیب جزئی باقی‌مانده بود، این بار به کلی تخریب شد. ۶۰۰ نفر در مسجد گیر افتادند و تعداد مشابهی هم در حمام‌های عمومی کشته شدند. خانه‌هایی هم که پس از زلزلهٔ ۱۲۷۱ بازسازی شده بودند، دوباره تخریب شدند.